# Hildegund Bühler
Hildegund Bühler, geb. Susani (* 17. September 1936 in Graz; † 29. Juli 2009 in Kaltenleutgeben) war eine österreichische Übersetzungswissenschaftlerin und Dolmetscherin.

## Leben
Hildegund Susani wuchs im österreichischen Graz als Tochter eines Ärzteehepaares auf. Nach der Heirat mit dem Konferenzdolmetscher Hanns Hermann Bühler zog sie nach Wien, wo sie als Translatologin und Hochschullehrerin tätig war. 1987 habilitierte sie an der Universität Wien. Im Jahr 2009 verstarb sie nach einem mehrjährigen Krebsleiden in Kaltenleutgeben.

## Schaffen
Durch eine Pionierstudie im Jahr 1986 löste Bühler die Diskussion um die Bewertung von Dolmetschleistungen aus, indem sie als erste eine Liste von 16 linguistisch-semantischen und extralinguistischen Kriterien zusammenstellte, die bei der Evaluation beachtet werden sollten. Anschließend bat sie 47 Dolmetscher des internationalen Dolmetscherverbandes AIIC, diese Faktoren hinsichtlich ihrer Bedeutung für die Qualität der Dolmetschleistung zu bewerten. Die Fallstudie diente als Grundlage für weitere Forschung und wurde später von Ingrid Kurz erweitert.

## Publikationen (Auswahl)
- Textlinguistische Aspekte der Übersetzungsdidaktik. In: W. Wilss, G. Thome (Hrsg.): Die Theorie des Übersetzens und ihr Aufschlußwert für die Übersetzungs- und Dolmetschdidaktik. Narr, Tübingen 1984, S. 250–260.
- X. Weltkongress der FIT: Kongressakte: Der Übersetzer und seine Stellung in der Öffentlichkeit. W. Braumüller, Wien 1985.
- Linguistic (semantic) and extra-linguistic (pragmatic) criteria for the evaluation of conference interpretation and interpreters. In: Multilingua. Volume 5, Issue 4, de Gruyter, New York 1986, S. 231–236.
- Übersetzungstyp und Übersetzungsprozeduren bei sogenannten Fachtexten. In: Textlinguistik und Fachsprache. Akten des Internationalen Übersetzungswissenschaftlichen AILA-Symposions, Hildesheim, 13.-16. April 1987.
- Training Professional Translators and Interpreters. From Practice to Theory – from Theory to Practice. In: M. Jovanovic (Hrsg.): Translation, a Creative Profession. Proceedings. XIIth World Congress of FIT. Beograd 1990, S. 460–466.
- Vom Wert der Übersetzung und vom Selbstwertgefühl des Übersetzenden. In: J. Holz-Mänttäri, C. Nord (Hrsg.): Traducere Navem. Festschrift für Katharina Reiß zum 70. Geburtstag. Tampere 1993, S. 91–102.